# Беджет Пацоллі
Беджет Іса Пацоллі (алб. Behgjet Isa Pacolli; нар. 30 серпня 1951) — косовський бізнесмен і політик, третій президент Косова. Від 9 вересня 2017 до 3 лютого 2020 року — міністр закордонних справ та Перший віцепрем'єр-міністр Косова.

## Біографія
У 20-річному віці емігрував з Югославії до Німеччини, де здобув вищу освіту. Працював в Австрії та Швейцарії, в останній заснував будівельну фірму, яка вийшла на російський ринок. Зокрема, фірма виконувала реставраційні роботи в московському Кремлі. Невдовзі був замішаний у корупційному скандалі: співробітників президента Бориса Єльцина запідозрили у взятті хабара за підписання контрактів з фірмою Пацоллі. 2002 року розслідування було заморожено через брак доказів.
Від 13 грудня 2007 року є депутатом косовського парламенту, очолює партію Альянс нового Косова. Перед виборами задекларував вартість свого статку на рівні 420 млн €. 19 лютого 2011 року Пацоллі підписав коаліційну угоду з Демократичною партією Косова прем'єра Хашима Тачі, яка гарантувала йому підтримку на виборах президента в обмін на збереження посади прем'єр-міністра за Тачі. Остаточно Пацоллі було обрано в третьому турі голосуванні в парламенті, адже в попередніх двох турах жодному з кандидатів не вдавалося вибороти необхідних для перемоги голосів депутатів. Здобув 62 голоси за необхідних 61. В голосуванні взяли участь 67 зі 120 депутатів, опозиція бойкотувала голосування через зв'язки Пацоллі з Росією, яка не визнала незалежності Косова. Втім, уже невдовзі Конституційний суд визнав його обрання незаконним, і Пацоллі був змушений піти у відставку.
Нині[коли?] вважається найбагатшим політиком країни, про що свідчать його задекларовані статки.